# Udvardya elegans
Espèce
Synonymes
- Silerella elegans Szombathy, 1915

Udvardya elegans est une espèce d'araignées aranéomorphes de la famille des Salticidae.

## Distribution
Cette espèce est endémique de Nouvelle-Guinée,.

## Description
La femelle holotype mesure 7,5 mm.

## Systématique et taxinomie
Cette espèce a été décrite sous le protonyme Silerella elegans par Szombathy en 1915. Elle est placée dans le genre Udvardya par Prószyński en 1992.

## Publication originale
- Szombathy, 1915 : « Attides nouveaux appartenant aux collections du Musée national hongrois. » Annales Historico-Naturales Musei Nationalis Hungarici, vol. 13, p. 468-490.